# Yuan Sijun
Yuan Sijun (袁四军S, YuánsìjūnP; Nanchang, 29 maggio 2000) è un giocatore di snooker cinese.

## Carriera
Dopo aver esordito nei tornei cinesi come non professionista, Yuan Sijun riesce ad ottenere un posto nel Main Tour nel 2017.
Nella stagione 2018-2019 si mette in luce arrivando ai quarti al China Championship e al World Grand Prix e in semifinale al Gibraltar Open, figurando già 53° nel Ranking di fine stagione.

## Vita privata
All'inizio della stagione 2018-2019 si stabilisce a Darlington nel nord-est dell'Inghilterra, dove si allena nella Q House Academy.

## Ranking[5]
| Stagione  | Ranking iniziale | Ranking finale |
| --------- | ---------------- | -------------- |
| 2017-2018 | Non classificato | 92             |
| 2018-2019 | 71               | 53             |
| 2019-2020 | 53               | 45             |
| 2020-2021 | 45               |                |